# Deparia longipes
Deparia longipes är en majbräkenväxtart som först beskrevs av Ren-Chang Ching, och fick sitt nu gällande namn av Wataru Shinohara. Deparia longipes ingår i släktet Deparia och familjen Athyriaceae. Inga underarter finns listade.